# 廓爾喀人
廓爾喀（护牛者）是由卡斯人的一部分（塔庫里、切特里和巴洪）和一些被卡斯人同化的林布族、拉伊族、古隆族和马嘉族所形成的族群，是尼泊爾的一個重要部族，操卡斯语；廓尔喀王国是尼泊爾沙阿王朝（1768年至2008年）的别称。廓爾喀部族世居於首都加德滿都西北（尼泊爾中部，在博克拉与加德满都之间）。該部族起源於14世紀的北印度契托爾王朝，這個部落相信自己是雅利安人的後裔。廓爾喀即是「牛的保護者」之意，他們大都信仰印度教。該王朝也认为自己与湿婆派上师郭拉洽有关。

## 历史

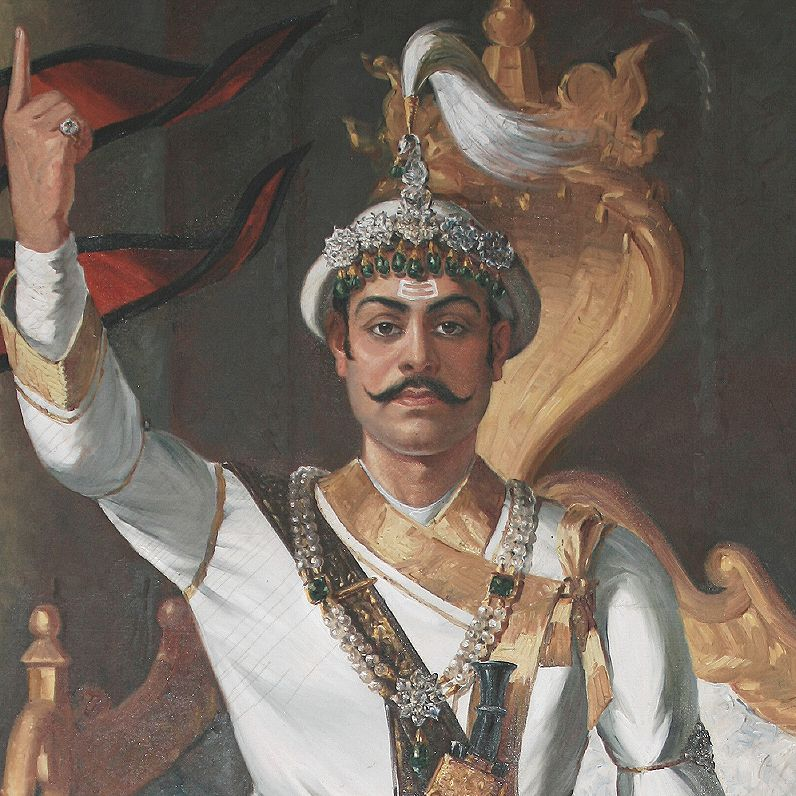
尼泊爾沙阿王朝的締造者普利特维·纳拉扬·沙阿

契托爾王朝的創立者是里什·拉吉·巴克拉塔，是拉賈斯坦邦烏代浦的拉其普特人王公；因為逃避德里蘇丹國的入侵，其中一支剎帝利（受過軍事訓練並信仰印度教的貴族）駐留在尼泊爾中西部，與當地的馬嘉人與古隆人通婚，世稱廓爾喀人。
廓爾喀本是尼泊爾中西部甘達基專區的一個小村，一個剎帝利種姓中的切特利亞種姓征服廓爾喀地區。後來印度的另一個剎庫里亞種姓征服了廓爾喀，他們在這裡建立了廓爾喀王國，征服全國。由於入侵者來自廓爾喀地區，人們便將尼泊爾改稱為廓爾喀，把沙阿王朝名為廓爾喀王朝，稱尼泊爾人為廓爾喀人。笫一代君王是德拉比亚·沙阿。

### 近代
尼泊尔王国曾在摄政巴哈都尔·沙阿的率领下于清乾隆年间两度（1788-1792）攻入西藏，起因是同西藏的长期鹽稅、铸币纠纷。尼泊尔军队掠夺了各地的喇嘛庙中的财富。第一次入侵在满清驻藏军队将领巴忠與噶倫丹津班珠爾介入后，约定每年西藏向廓尔喀进贡300個銀元寶，就此撤军。然而1791年，在西藏在清朝的授意下拒绝向尼泊尔进贡后，廓爾喀人以更大规模入侵札什倫布寺，大肆抢掠和俘虏了拉萨的行政官员。
乾隆在得知消息后，命令清朝大将福康安同参赞大臣海兰察率领70000人保卫西藏。清帝国要求尼泊尔归还西藏在地噶尔查掠夺的财物和还在尼泊尔避难的夏玛巴喇嘛，但尼泊尔对这些要求充耳不闻。清军沿崔树里河沿岸行进，直至到达努瓦科特。尼泊尔军队试图抵御清军的进攻，但已经面临压倒性的军力劣势，双方都承受了惨重的伤亡，廓尔喀人被赶回尼泊尔首都附近的内山。与此同时，尼泊尔正在应对其他两条战线上的军事对抗：锡金人已经开始入侵尼泊尔东部边界。而在其国土西方，与加瓦尔（Garhwal）的战争仍在继续。在尼泊尔自己的国境线内，多个王公已经公开起义。心急如焚的沙阿向东印度公司要求军备支援，威廉·柯克帕特里克上尉抵达加德满都，但他告知尼泊尔人，在交付武器之前必须同东印度公司签署商业条约条件。由于担心签署条约带来的后果，交易告吹，军事形势对巴哈杜尔沙阿来说变得至关重要。
在清军一系列成功的战斗之后，其军力已经到达努瓦科特附近的贝特拉瓦蒂河以南，并在小规模战斗后开始同尼泊尔军队相持。1792年9月，沙阿给首相达摩达尔·潘德写信授权，同福康安议和。双方于1792年10月2日在贝拉瓦蒂（Betravati）签订了合约，其中约定：

1. 尼泊尔和西藏都接受清朝皇帝的宗主权。
2. 西藏政府将赔偿尼泊尔商人在拉萨被藏人掠夺的财产。
3. 尼泊尔公民将有权在西藏和中国的任何地区访问、贸易和建立工业。
4. 如果尼泊尔和西藏发生任何争端，清政府将应两国的要求进行干预和解决争端。
5. 清朝将帮助尼泊尔抵御任何外来侵略。
6. 尼泊尔和西藏每五年都要派代表团到清朝朝廷进贡。

然而清朝在 19 世纪的衰弱导致该条约遭到忽视。例如在1814-1816年的英尼战争期间，清朝并没有做出行动阻止尼泊尔领土被割让给东印度公司。同样的，在1855-1856年的另一场尼泊尔-西藏战争中，清朝也并没有加以介入。显然清朝对统治尼泊尔并不感兴趣，他们的战争主要是为了巩固他们对西藏的控制，而这又与整个中亚的军事战略有关。
這一仗是乾隆十全武功的最後一役。

### 现代

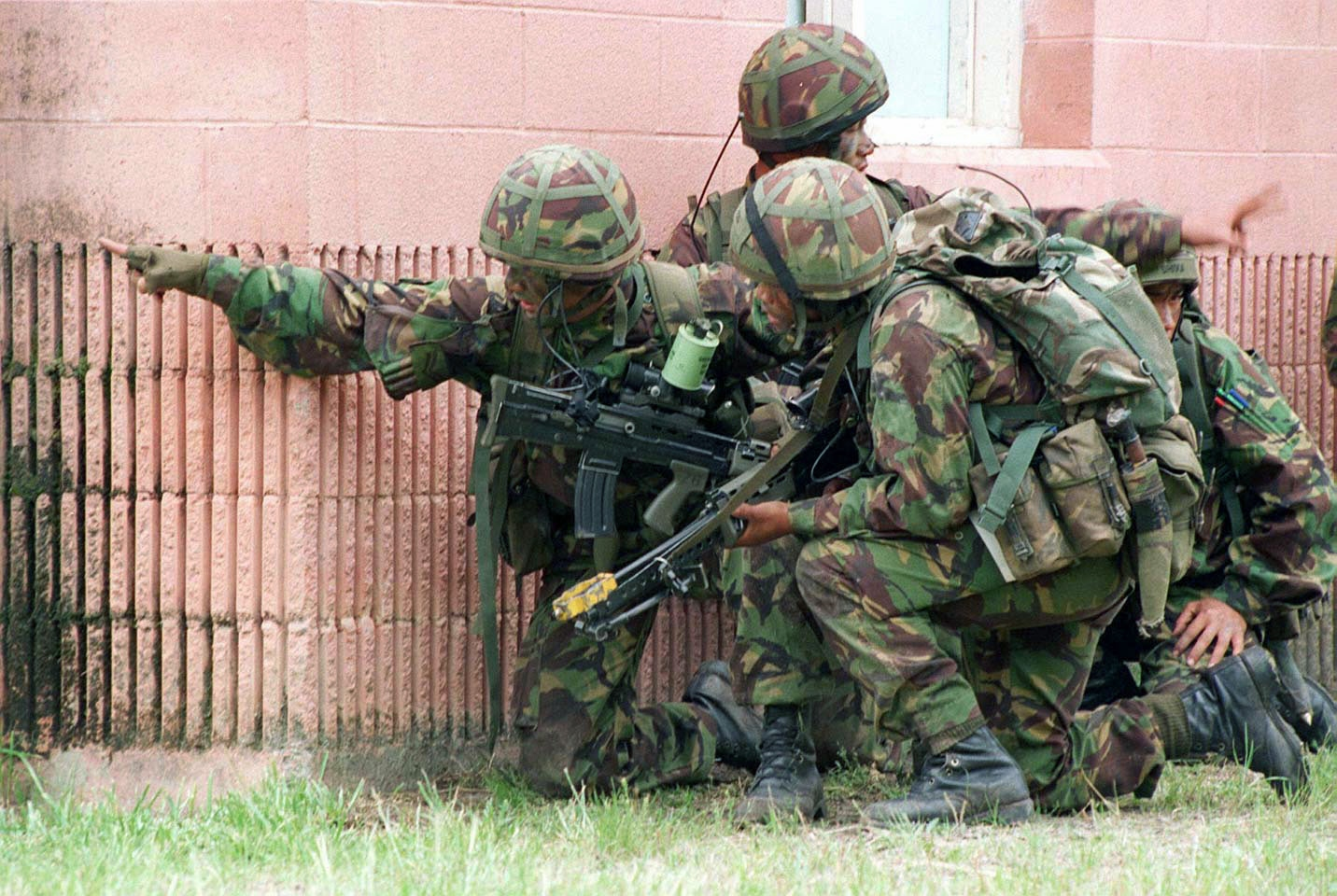
演習中的英軍廓爾喀部隊

廓爾喀人英勇善戰的形象，主要來自英軍於近代組建的的廓爾喀部隊。儘管廓爾喀族人大多身材矮小，但由於世代生活環境的惡劣以及傳統尚武風氣，使得廓爾喀軍人勇名頗顯。這支部隊在十九世紀初，是受聘於東印度公司的傭兵，而後成為被英國徵召加入駐印、緬的英軍，之後逐漸演變為英軍的一支常備部隊。他們在二次大戰及福克蘭群島戰爭等二十世紀的戰役中都有表現。至今，英軍仍留有一個總數約3,700人的廓爾喀傭兵旅，獲選加入此部隊的廓爾喀戰士將分別至英國、新加坡和汶萊，新加坡人稱之為「辜加兵」，以及1997年前的駐港英軍，香港人稱之為「啹喀兵」。英國薩塞克斯公爵哈利王子參軍期間也曾接受廓爾喀部隊的訓練。印度和新加坡也有廓爾喀軍；他們曾參與中印戰爭、印巴戰爭。
廓爾喀戰士引以為傲的特有武器為廓爾喀彎刀。他們因為有山岳民族悍不畏死的特性，因此十分擅長山地戰與游擊隊形式的戰鬥。在911事件後的阿富汗戰爭中，英國曾派出廓爾喀部隊加入地面作戰。

## 其它
有人說沙阿王朝國王不是真正出自印度，因為他們有些神是與馬嘉人一樣（gurkhakali, mahanakali）；一個印度教徒不會接受非印度教神明的保護。按婆羅門說法，馬嘉人是不潔的。

## 延伸阅读
[在维基数据编辑]
 《清史稿/卷529》，出自趙爾巽《清史稿》